# Dulce Jesús mío
Dulce Jesús mío es un villancico andino, compuesto y escrito por el músico ecuatoriano Salvador Bustamante Celi.

## Historia
El villancico forma parte de la cultura navideña ecuatoriana, el autor fue inspirado por la presencia de los franciscanos en su tierra natal (Loja) y que lo motivaron a la composición de músicas sacras y navideñas en honor a las festividades de diciembre.
EL villancico fue popularizado por la casa disquera Fediscos la década de los 60´s por el dúo adolescente Los Pibes Trujillo, cuando grabaron el disco titulado Cantan Dulce Jesús Mio.  Cabe mencionar que la letra fue escrita por el Franciscano Fernando de Jesús Larrea en la colonia, cuando esta era la Real Ausidencia de Quito, el villancico ha sido musicalizado por varias personas, entre ellos Bustamante.
La letra de la canción se basa en dos estrofas:

Dulce Jesús mío, 

mi niño adorado
Ven a nuestras almas niñito, 
ven no tardes tanto 

Del seno del padre, 
bajaste humanado 
Deja ya el materno niñito, 

porque te veamos.
Dulce Jesús Mío - Salvador Bustamante Celi